# Herkenrodekazerne
De Herkenrodekazerne was een kazerne in de Belgische stad Hasselt. Het complex ligt ingesloten tussen de Meldertstraat, Maastrichterstraat en Persoonstraat.

## Geschiedenis
In 1542 werd het poortgebouw van de kazerne gebouwd, het Refugehuis van de abdij van Herkenrode. Dit gebouw diende als noodgebouw voor de Abdij van Herkenrode wanneer het op het platteland onveilig was.
Ten tijde van de Franse Revolutie werd de kloosterorde opgeheven en werd het gebouw verkocht. In 1797 werd het gebouw door Pierre de Libotton gekocht die het in 1832 weer verkocht aan de stad Hasselt. Het complex werd daarna uitgebreid en werd gebruikt als kazerne voor ongeveer 800 infanteriesoldaten.
In 1847 werd het complex eigendom van de Belgische overheid die in 1888 in de kazerne het 11e Linieregiment onderbracht.
In 1956 werd het regiment ontbonden en verlieten de militairen het complex. 
In de jaren 1980 was het complex de vestigingsplaats van de industriële hogeschool, op dat moment IHRH genoemd. Nadien werd deze hernoemd tot de Hogeschool Limburg en nog later XIOS, om uiteindelijk voor de ingenieursopleidingen samen te smelten met de Universiteit Hasselt. Op de site was op dat moment ook ruimte voor kantoren van de Regie der Gebouwen.
Van 1993 tot 2012 was het Hasseltse vredegerecht in het complex gevestigd. Daarna kwam het complex leeg te staan en kwam het complex eind 2014 weer in handen van de stad Hasselt.
Men wil in het voormalige refugehuis het rectoraat van de Universiteit Hasselt vestigen en de rest van het complex herontwikkelen als woonwijk met 141 appartementen en een stadstuin.